# 精神外科の歴史
精神外科の歴史（せいしんげかのれきし、en:History of psychosurgery）について。精神外科、又は精神疾患を対象とした脳神経外科、機能神経外科は、精神疾患の症状を改善することを目的として、脳組織を破壊する外科手術である。
近代においては1891年ゴットリーブ・ブルクハルトにより最初に試みられたが、1930年代以降ポルトガルの脳神経内科医エガス・モニスによって広まる以前は、少数の散発的な症例報告があるのみであった。1940年代は精神外科が最も盛んであった時代で、アメリカの脳神経内科医ウォルター・フリーマンの努力によるところが大きい。1940年代をピークとして、精神外科は徐々に行われなくなった。フリーマンが用いた精神外科の一形態である前頭葉白質切截術（ロボトミー）は1970年代を最後に実施されなくなったが、両側帯状回切截術（チングロトミー）や内包前脚切截術（カプスロトミー）等の、他の精神外科は21世紀以降も生き残り、実施されている。

## 初期の精神外科
穿頭術は、頭蓋骨を掘削し穿孔を作る手技であり、先史時代から中世初期にかけて行われた他、ルネサンス期にも一度再興した。穿頭術の一部は、精神障害やてんかんを持つ人々に対して実施されていたものと推定されている。穿頭術は印刷物や木版画、絵画でも描かれ、ヒエロニムス・ボスによって描かれた「愚者の石の切除」という寓意的な絵画でも、「脳内の石」の摘出術が描かれている。
アメリカ合衆国のマサチューセッツ州ダンバースにあった心身疾患者のための州立精神科病院であり保護施設のダンバース精神病院（1878年 - 1985年）は、ロボトミー手術の発祥地という説がある。
1891年、スイスの精神科病院の院長であったゴットリーブ・ブルクハルトは、脳手術6例の結果について論文を発表した。この手術は脳回切除術（トペクトミー）であり、前頭葉、頭頂葉、側頭葉の皮質の一部を切除した。同時代の他の精神科医たちはブルクハルトの手術には興味を示さず、彼はそれ以上の研究と執刀を断念した。エストニアの脳神経外科医ルードヴィッヒ・プーセップは1910年、サンクトペテルブルクで精神病患者に手術を行った。

## 1930年代
最初の手術は、白質を破壊するために患者の前頭葉にアルコールを注入するものであったが、モニスはその際にロイコトームと呼ばれる、白質の中心を小さく切除する器具を創案した。モニスはまた、「白質切截術」と「精神外科」という単語を生み出した。モニスの方法は、アメリカの精神科医ヴィクター・スウェイジの言葉を借りると、「この世界のだれよりも精神外科の普及に力を入れている」ウォルター・フリーマンと脳神経外科医ジェームズ・ワッツが率いるアメリカの脳神経外科チームによって取り上げられた。当初はモニスと同じ手技を用いていたが、前頭葉と脳深部構造との連絡をより完全に遮断する、彼ら自身の術式を開発した。その術式に対し、彼らは「ロボトミー」という単語を生み出し、その術式は標準式前頭葉ロボトミー、または「フリーマン・ワッツのロイコトミー」として知られるようになった。フリーマンとワッツは、標準式ロボトミーを600例執刀した。イギリスでは、脳神経外科医ワイリー・マキソックが1400例以上を執刀した。
1930年代、精神外科を推進した二大巨頭である、ポルトガルのモニスとアメリカ合衆国のフリーマンは、どちらも脳神経内科医であった。精神科医たちは後に精神外科の支持者と批判者の双方に見られるようになる。ジョゼ・デ・マトス・ソブラル・チドは、当初モニスに彼の精神科病院の患者を手術する許可を与えていたが、精神外科の批判者となった。フリーマンは当初、ワシントンのエリザベス病院での執刀を許可されていなかった。フリーマンはエリザベス病院の研究室長であったが、院長のウィリアム・アランソン・ホワイトに手術を反対されていたためである。ホワイトの後継者であるウィンフレッド・オーバーホルスターは、警戒しながらもフリーマンに手術許可を与えた。イギリスの精神科医ウィリアム・サーガントは、1939年ワシントンを訪ねた際フリーマンと面会し、フリーマンの実施した3例の結果に印象付けられ、精神外科をイギリスに紹介するとともに、その普及に生涯を捧げた。フリーマンが経眼窩的ロボトミーの手技を導入するまでは、精神外科の実施には外科医の技術が必要であった。
標準式ロボトミー（ロイコトミー）は、両側の頭蓋骨の穿孔と、切断用の器具の挿入を伴った。それは「閉鎖的」手術であった。執刀者は切断部位を正確に直視することができなかった。1937年、J. G. ライアリーは、フロリダ州立病院で、同様の術式を開発したが、前頭部により大きな穿孔を設けて大脳への経路としたことで、切断部位を直視できるようになった。血管損傷の可能性を減らせることから、フリーマンとワッツの「閉鎖式」手技よりもこの「開放的」手術を好む脳神経外科医もいた。この術式はアメリカ合衆国において最も良く使われる、標準的なロボトミー/ロイコトミーとなった。

## 1940年代
1940年代、精神外科手術はより行われるようになり、精神外科の術式の種類も増加した。1946年、フリーマンはイタリア人精神科医アマッロ・フィアンベルティによって初めて報告された技術に基づき、経眼窩的ロボトミーを開発した。この手術では、アイスピックによく似た器具を眼窩上縁より挿入し、木槌を用いて押し進め、前後左右に揺らすことで白質を切除した。フリーマンは通常の全身麻酔の代わりに電気けいれん療法を使用し、この手術を脳神経外科医の支援なしに行った。そのため、脳神経外科医であるワッツとの関係断絶につながった。フリーマンは4000例以上の経眼窩的ロボトミーを行った。
1940年代、長期的経過観察に基づく研究が行われるようになるにつれ明らかとなった、標準式ロボトミーに伴う望ましくない有害事象を回避するため、脳神経外科医たちはロボトミー以外の術式を考案した。ウィリアム・ビーチャー・スコヴィルは、ハートフォード病院とイェール大学医学部で、皮質下白質切截術（コーティカル・アンダーカッティング）法を開発した。この時代に開発された術式のうち、二つは今日でも使われている。フランスのジャン・タレラックが開発した内包前脚切截術ともう一つイングランドのオックスフォードでヒュー・ケアンズが1940年代後半に初めて行った、一連の前帯状回切截術である。1947年にはテンプル大学医学部のシュピーゲルとウィシスらが脳定位装置を導入し、執刀医は「閉鎖的」手術であってもより正確に位置を把握できるようになった。
多くの国々が1940年代に精神外科を導入し始めた。1939年、フリーマンはコペンハーゲンの国際神経学会議で講演を行ったが、当初は懐疑的な目で見ていた北欧の精神科医たちは、間もなく特に統合失調症と診断した患者に対して、精神外科手術を患者に行うようになった。スウェーデンやデンマークでの手術は脳神経外科病棟で行われ、ノルウェーでは精神科病院に整形外科医を呼び、手術することが多かった。ノルウェーは北欧において、唯一経眼窩的ロボトミーを実施していた国でもあった。
イギリスのブリストルで初めて精神外科手術が行われたのは1940年後半から1941年初頭にかけてのことであった。1947年までに、監理委員会は「前頭葉白質切截術1000例について」と題されたレポートを出版することができた。
精神外科はイギリス領東アフリカでも導入され、1946年にはブラワイヨで20例の前頭葉白質切截術が行われ、大半はアフリカ系の女性であった。その翌年には70例が実施されたが、それ以後実施数は減少していった。
1949年、モニスは「ある種の精神病に対する白質切截術の治療的価値の発見」に対してノーベル生理学・医学賞を共同受賞した。彼はそれまで、放射線学における業績で3回候補として挙がっていた。1943年にウォルター・フリーマンが精神外科に対して推薦した際には、精神科教授のエリク・エッセン＝メラーによる精神外科手術の評価につながった。彼の作成したノーベル委員会への報告では、モニスは精神外科の有害事象への注意をほとんど払っていないこと、詳細な経過観察が全く行われていないことが指摘されていた。エッセン＝メラーは、文献からも精神外科を研究し、その死亡率が約3.5%であり、生還した患者は「外科的に誘発された子供時代」の状態に置かれたままとなることを見いだした。エッセン＝メラーはまた、他の治療法との比較が行われていないことも記載し、「負の側面がいまだ知られていない」侵襲的治療であり、ノーベル賞には値しないと結論付けた。モニスは1949年、リスボンから5件、ブラジルから3件、コペンハーゲンから1件の合計9件の推薦を受け、スウェーデンの脳神経外科医ハーバート・オリベクローナによる特別な報告が作成された。オリベクローナは、モニスの仮説である「白質切截術により、情動的緊張が除去される」との仮説が証明されたとみなした。彼は術後の人格変化の重要性は低く、その時代1-2%とされていた手術の死亡率については「言及するに値しない」とした。この結果、モニスはノーベル賞を受賞した。

## 1950年代と1960年代
ノーベル賞がモニスに授与されたにもかかわらず、1950年代になると精神外科への関心は低下した。この原因としては、抗精神病薬の導入に加え、精神外科の副作用である人格変化が次第に認知されるようになったことが挙げられる。アメリカ合衆国は最盛期において年間5000件前後の手術が行われていたと推定されている。
1950年代半ばごろのイギリスでは、精神外科手術の3/4が標準式前頭葉白質切截術であった。1950年代の終わりまでに、年間約500例が実施されていた。標準術式は徐々に行われなくなったが、それでも手術全体の1/5を占めていた。
1940年から1960年にかけて、北欧ではアメリカ合衆国より2.5倍多く精神外科手術が行われていた。1950年代中葉には、アメリカ合衆国から経済的支援を受けていたノルウェーのガウスタッドが精神外科で特に中心的な場となっていた。
1960年代から1970年代初頭にかけて、アメリカ合衆国のハーバード大学医学部の脳神経外科医でボストン市立病院に勤務するバーノン・Ｈ・マークとその同僚である精神科教授フランク・Ｒ・アーヴィンは、経頭蓋、脳表、脳深部の脳波記録を対象に研究を行った。その研究では、脳波異常と制御困難な攻撃性を伴う明白な発作性疾患を有する患者の多くに側頭葉てんかんや精神運動発作の原因となる脳の異常が見られることが明らかとなった。彼らはその治療として、片側ないし両側の扁桃体の刺激や切除を治療として実施した。扁桃体切除術が約20例行われ、多くの患者に改善が見られたが、必ずしも治癒したわけではなかった。この精神外科手術は非常に議論を呼び、1970年代になって精神外科に関する議論が過熱するにつれ、放棄された。
外科技術の革新は急速に進んでいった。1964年、イギリスのジェフリー・ナイトが尾状核下切截術を開発し、脳組織を破壊するために放射性物質を脳内に留置した。この術式は30年ほどたって衰退するまでは、イギリスでもっともよくおこなわれる精神外科手術となった。アメリカのテュレーンでは、ロバート・ヒースとその同僚が、1950年代に精神障害の治療法として、脳深部刺激療法を実験的に試みるようになった。テュレーン大学の研究プログラムは1970年代まで継続した。

## 1970年代から1980年代
1970年代は、精神外科の倫理的側面について討論が行われた10年間であった。アメリカ合衆国では、著者が暴力を予防する方法として精神外科手術を提唱した『暴力と脳』という主題の本の出版、囚人の精神外科手術に対する同意能力についての画期的な訴訟（カイモヴィッツと保健福祉省間の訴訟）の後に討論が始まった。
1960年代後半と1970年代にかけて、アメリカ合衆国では、修辞学上の技法として、すべての精神外科手術をロボトミーと同一視した精神科医のピーター・ブレギンにより精神外科手術は批判された:116。この論争を受けて、生物医学および行動学研究の対象者保護のための国家委員会が設けられ、精神外科手術の公聴会が開かれた。委員会の報告は好意的なもので、精神外科領域の研究を継続すべきと結論付けられていた。
イギリスでは、調査によって1970年代半ばには年間150例ほどが精神外科手術を受けていたことが明らかとなっている。このうち標準式前頭葉白質切除術を受けたものは数人で、もっともよくおこなわれていた術式は尾状核下切截術であった。組織を破壊するために、熱凝固、吸引、放射線同位体、そしてロイコトームが使われた。精神外科の対象となった疾患としてはうつ病が群を抜いて多く、次いで不安、粗暴性、強迫性障害、統合失調症が続いた。1983年精神外科手術のため精神保健法が立法された。第57条では精神外科手術に同意した患者に対してのみ実施が可能であり、精神保健委員会の精神科医が手術を許可し、その精神科医のほかに二人の非医療者の委員によって同意が有効と判断された場合にのみ実施することができると定められた。1980年代の終わりまでに、イギリスで精神外科手術を受ける患者は年に約20人程度であった。

## 1990年代から現代まで
近年、一般的に行われている精神外科手術の術式には4種類ある。前帯状回切截術、尾状核下切截術、辺縁系白質切除術、内包前脚切截術である。
イギリスでは、1990年代も精神外科が行われているが、年30例以下の水準で推移している。1999年には8例の手術が行われた。1例はロンドン、3例はカーディフとダンディーで行われ、いずれもうつ病、不安、強迫性障害に対して実施された。オーストラリアとニュージーランドでは1990年代は年2例行われており、1980年代初頭の年10～20例と比べ低下している。
アメリカ合衆国における精神外科手術の実際は推定が困難であるが、少なくともマサチューセッツにある1つの医療センターでは継続して実施されている。韓国、台湾、メキシコ、スペイン、そして南米と東欧のうちのいくつかの国でも、精神外科手術は実施されている。
ソビエト連邦では、厚生大臣によって精神外科は禁止されていた 1990年代後半になって、サンクトペテルブルクの脳研究所は依存症の治療のために前帯状回切截術のプログラムを開発した。
脳深部刺激療法は切截術に代わる選択肢として用いられるようになっている。法律上、脳深部刺激療法が精神外科手術とみなされるかどうかについては議論がある。

## 効果
精神外科手術の目的は精神障害の症状緩和が目的であり、標準式前頭葉白質切截術において、その効果は患者の人格と知性を引き替えに達成されているものと認識されていた。イギリスの精神科医モーリス・パートリッジは前頭葉白質切截術を行われた300例の追跡研究を行い、「患者の精神的活動の複雑さを減少させることで」この治療は効果を得ていると述べた。術後は自発性、外界への反応性、自己認識、自律性が損なわれた。活動は惰性にとって代わられたままとなった。
これら初期の術式による損傷の程度は患者によって非常にばらつきがある。責任ある職業へ再就職を果たした人たちがいる一方、その対極には手術によって深刻な損傷と障害が残った患者もいた。大半の患者はそのどちらでもない、精神病症状に一定の改善は認めるものの、感情や知的能力は低下し、その結果社会適応が良くなることもあれば悪くなることもあった、中間のグループに位置した。1940年代の手術に伴う死亡率は約5%であった。
ウォルター・フリーマンは 「外科的に誘発された子供時代」という単語を創造し、ロボトミーの結果を表現するために絶えず使用した。ロボトミーによって「幼稚な人格」を持つ人々が生み出された。フリーマンによれば成熟のための期間が回復へとつながることになっていた。未出版の伝記において、フリーマンは「患者が受けざるをえない社会的圧力に対して、より適合的に変化するよう期待して人格を変化させた」と記載した。ある29歳の女性患者について、ロボトミー後の変化についてこのように述べている。「牡蠣のような性格を持った、笑みを浮かべ、怠惰だが満足げな患者」で、彼女はフリーマンの名前を想起することはできず、空っぽのポットからいつまでもコーヒーを注ぎ続けていた。彼女の両親が患者の問題行動への対応に困ったときは、フリーマンは報酬（アイスクリーム）と罰（打擲）を使い分けるように助言した。
精神外科手術に伴うこういった危険性は、より個別化された侵襲を脳内に加えることができる現代の定位脳手術では大きく減少している。内包前脚切截術や、前帯状回切截術の有害事象にはてんかん、易疲労性、人格の変化がある。手術による死亡や、血管損傷の可能性は極めて小さい。
うつ病と強迫性障害の治療に対して行われた内包前脚切截術、尾状核下白質切截術、辺縁系白質切截術の有効率は25～70%と報告されている。しかし、効果についての研究の質が低く、システマティック・レビューやメタアナリシスを欠くことが懸念されている。

## 倫理
精神外科手術が治療として適切かどうかは常に議論があり、精神外科に関する倫理面からの懸念はその歴史の初期から指摘されていた。精神分析家のドナルド・ウィニコットは1943年のランセット誌に、たとえ時には好ましい治療効果が得られることがわかっているとしても、「脳に永久的に物理的欠損や変形を残すような方法によって精神障害を治療することに対しては、特別な異議が容易に感じられる」と投稿した。1950年代にもウィニコットは精神外科の倫理面を追求し続け、精神外科手術は「自我の座」を変質させ、「苦痛の緩和に付加価値を与え」、精神外科手術が既得権益を持つ脳神経外科医チームを生み出し、手術成績の評価に影響を与えうることを論じた。この時期には、ウィニコットは、元々寛解の可能性がないわけではない疾患にり患していたにもかかわらず、精神外科手術による悲惨な有害事象に苦しむ人たちが地域社会に大勢いることを指摘していた。
1970年代後半になると、前頭葉白質切截術に代わり、より侵襲性の低い改良された術式が登場したものの、精神外科手術の実施件数はかなり低下し、精神外科手術の同意能力を中心に、倫理的問題点が指摘されるようになった。1977年アメリカ合衆国保健福祉省による報告では、精神外科が不可逆的処置であり、その効果に関する情報が不足していることが強調されていた。特に患者が子供や囚人である場合や、拘留されている場合には同意能力に懸念がもたれていた。例えば児童の攻撃性や粗暴性に対して治療手段として用いる場合といった、精神外科が対象とした適応の一部についても同様に懸念がもたれていた。
I1980年、イングランドにおいて弁護士のラリー・ゴスティンは精神外科手術については「最も厳格な法的・倫理的審査」の対象とすべきであることを求めた。また彼は新しい精神外科手術について、信頼できる理論的背景がないこと、似たような症例に異なる術式の手術が行われていること、幅広い精神状態に対して、似たような手術が行われていること、信頼できる対照実験が行われていないこと、手術に伴う人格の変化の評価が困難であること、そして構造的には正常に見える脳組織に、不可逆的な変化を加える手術の特性等、複数の問題点を指摘した。これらの倫理的懸念材料があるにもかかわらず、イギリスにおいては「精神外科手術の実施に関連するガイドラインも、管理も、規制も、監視の取り決め」が過去全く存在していないことにも言及した。ゴスティンは、精神外科手術は患者の同意を得て、専門分野を有する複数の法律家と一般人からなる独立した合議体の承認を得るべきであると主張した。彼の提案は1983年の精神保健法におおむね反映され、この法律によってイングランドとウェールズにおける精神外科手術は著明に減少した。
21世紀以降も、精神外科手術に関する倫理的な議論は、その効果、危険性、同意能力、手術の理論的根拠の乏しさを話題の中心として、いまだ続いている。